# Robert Kennedy (hockeyspiller)
Robert Lindsay Kennedy (31. juli 1880 i Edenderry – 22. april 1963) var en irsk hockeyspiller som deltog i OL 1908 i London.
Kennedy vandt en bronzemedalje i hockey under OL 1908 i London. Han var med på det irsk hold som kom på en andenplads i hockeyturneringen.